# Josef Plachý
Josef Plachý (* 1. dubna 1971) je český stolní tenista hrající v současnosti za pražské El Niňo. Dlouhodobě se pohyboval v první stovce mezinárodního žebříčku ITTF (nejlépe na 71. místě v lednu 2007). Josef Plachý je bývalým členem české reprezentace, u které dnes působí jako trenér mužů. Je účastníkem dvou olympijských her v Atlantě (1996) a v Sydney (2000).